# Daniel Ebenyo
Daniel Simiu Ebenyo (ur. 18 września 1995) – kenijski lekkoatleta, specjalizujący się w biegach średnio i długodystansowych. Uczestnik Letnich Igrzysk Olimpijskich 2020.

## Osiągnięcia
- drużynowy mistrz świata seniorów w biegach przełajowych (Bathurst 2023)[3]
- wicemistrz świata (Budapeszt 2023)[4]
- wicemistrz Afryki (Port Louis 2022)[5]
- drugie miejsce na Igrzyskach Wspólnoty Narodów (Birmingham 2022)[6]